# Labret

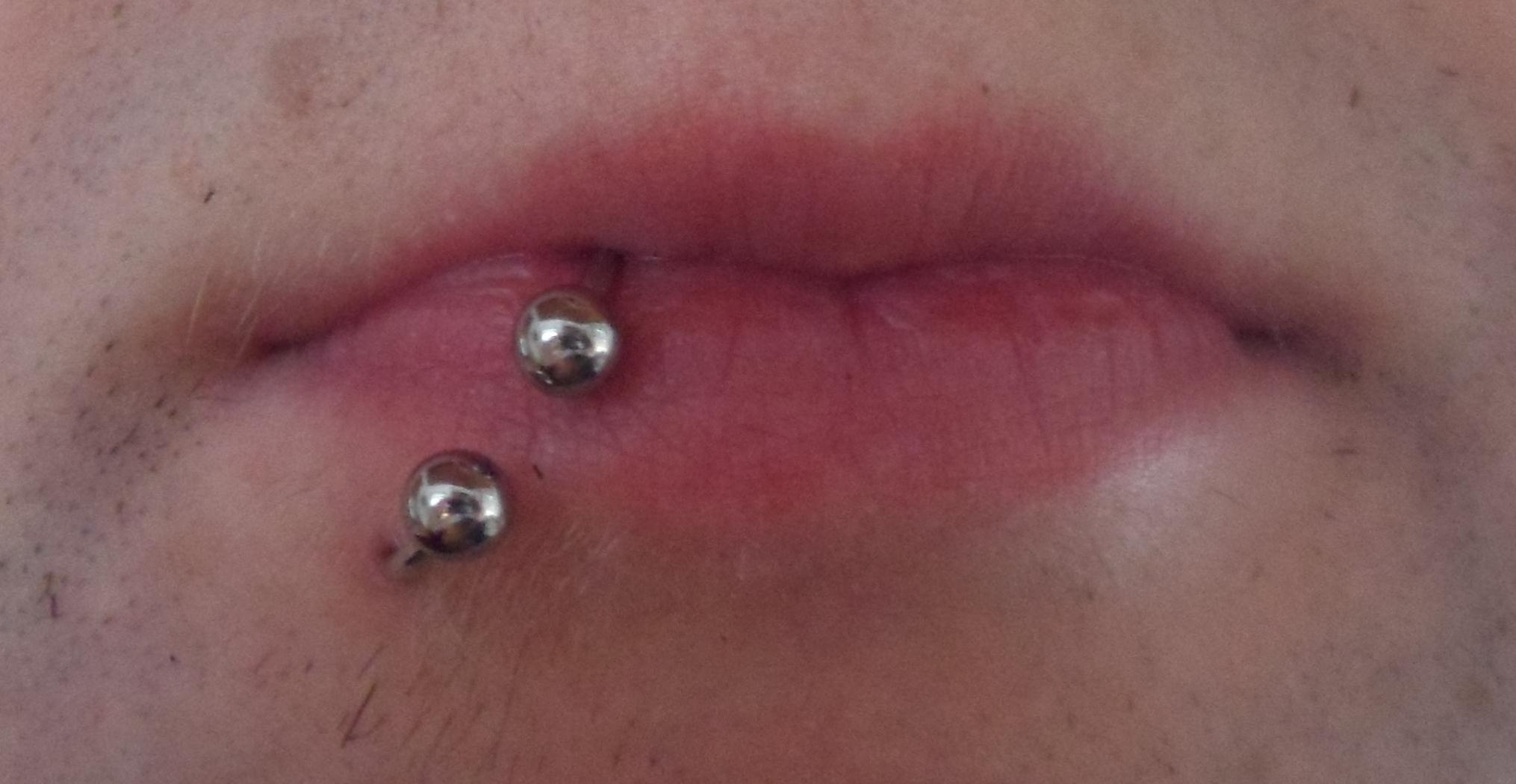
Labret

Labret – rodzaj kolczyka używanego przy piercingu. Zwykle jest to pręt z jednej strony zakończony płaskim dyskiem uniemożliwiającym wypadnięcie kolczyka, z drugiej zaś gwintem, na który można nakręcić kulkę lub stożek. 
Kolczyk ten jest najpopularniejszym kształtem kolczyka i można stosować go do przekłuć ucha i wargi.